# Filip Đuričić
Filip Đuričić (en serbe en écriture cyrillique : Филип Ђуричић), né le 30 janvier 1992 à Obrenovac en Yougoslavie (auj. en Serbie), est un footballeur international serbe qui évolue au poste de milieu de terrain ou d'ailier gauche au Panathinaïkós FC.

## Biographie

### En club
Il a été formé à l'Étoile rouge de Belgrade avant de partir pour le club néerlandais du SC Heerenveen. Il gagne aux Pays-Bas le surnom de "Cruyff des Balkans", donné par son entraîneur de l'époque, Marco van Basten.
Le 18 février 2013, son transfert pour la fin de saison est conclu avec le Benfica Lisbonne pour un montant de 6 millions d'euros plus 2 en bonus.
Le 25 janvier 2016, il est prêté au RSC Anderlecht pour une durée de six mois avec une option d'achat de 8 millions d'euros. 
Le 22 juin 2018, il signe pour le club de l'US Sassuolo, alors qu'il était en fin de contrat avec la Sampdoria de Gênes. Il joue son premier match sous ses nouvelles couleurs le 16 septembre 2018 contre la Juventus, en championnat. Son équipe s'incline par deux buts à un ce jour-là.
Il entame la saison 2021-2022 en délivrant une passe décisive puis en marquant un but le 21 août 2021 face à l'Hellas Vérone, lors de la première journée. Il permet ainsi à son équipe de s'imposer (2-3 score final). En octobre 2021 il est touché à la cuisse et ne peut reprendre la compétition avant janvier 2022,.
Le 22 juin 2023, Filip Đuričić rejoint la Grèce afin de s'engager en faveur du Panathinaïkós FC. Il signe un contrat de deux ans, soit jusqu'en juin 2025.

### En sélection
Filip Đuričić honore sa première sélection avec l'équipe nationale de Serbie le 29 février 2012, en étant titularisé lors d'un match amical contre Chypre, qui se solde par un match nul et vierge (0-0). Il inscrit son premier but en sélection le 11 septembre de la même année, lors de la large victoire des serbes face au Pays de Galles (6-1).
Titularisé le 26 mars 2013 face à l'Écosse, Đuričić se distingue en inscrivant les deux buts de son équipe, permettant à celle-ci de s'imposer (2-0).
Le 11 novembre 2022, il est sélectionné par Dragan Stojković pour participer à la Coupe du monde 2022.

## Palmarès
- Benfica Lisbonne
  - Champion du Portugal en 2014 et 2016
  - Vainqueur de la Coupe de la Ligue en 2014
  - Finaliste de la Ligue Europa en 2014
  - Vainqueur de la Coupe du Portugal en 2014